# نيلو (لاعب كرة قدم)
نيلو (بالبرتغالية: Nelo‏) هو لاعب كرة قدم برتغالي في مركز الدفاع، ولد في 25 أغسطس 1967 في بورتو في البرتغال. شارك مع منتخب البرتغال تحت 21 سنة لكرة القدم ومنتخب البرتغال لكرة القدم. أما مع النوادي، فقد لعب مع موريرينسي ونادي بنفيكا ونادي بوافيشتا ونادي ريو أفي ونادي فارنزي ونادي فيزيلا.

## وصلات خارجية
- نيلو (لاعب كرة قدم) على موقع قاعدة بيانات كرة القدم.إي يو (الإنجليزية)
- نيلو (لاعب كرة قدم) على موقع ناشيونال فوتبول تيمز (الإنجليزية)